# Iain Balshaw
Iain Robert Balshaw (Blackburn, 14 aprile 1979) è un ex rugbista internazionale per l'Inghilterra, vincitore della Coppa del Mondo 2003.

## Biografia
Balshaw è nato a Blackburn, in Lancashire.
Studiò allo Stonyhurst College dove insegnava anche il tecnico Brian Ashton, futuro C.T. della Nazionale inglese.
Iniziò a giocare a rugby nelle giovanili del Preston Grasshoppers, e a 17 anni, nel 1996, Ashton lo chiamò al Bath, con cui esordì in prima squadra nel 1997, realizzando 13 mete nella sua prima stagione e registrando una presenza in 1997-98, che gli valse il titolo di campione d'Europa di club.
Si mise subito in evidenza, tanto che già nel 2000 fu convocato in Nazionale maggiore per il primo Sei Nazioni con tale nuova denominazione; quell'anno terminò con una vittoria a novembre contro l'Australia a Twickenham, con una meta di Dan Luger all'ultimo minuto proprio su passaggio di Balshaw.
Nel Sei Nazioni 2001 partì da titolare e nel primo incontro fu il protagonista di un brillante 44-15 contro il Galles, e quell'estate fu chiamato dai British Lions per il loro tour australiano, anche se la scarsa forma gli impedì di essere utilizzato con continuità.
L'anno seguente, tornato in forma ai suoi livelli migliori, partecipò al tour inglese in Australia e Nuova Zelanda, conclusosi con tre vittorie su tre incontri.
A dispetto di alcuni successivi infortuni e delle critiche ricevute, Clive Woodward convocò Balshaw nella rosa per la Coppa del Mondo 2003 in Australia, venendo ripagato per la fiducia concessagli: a parte le buone prove nei match di preparazione, Balshaw giocò buona parte degli incontri della Coppa, compresa la finale contro gli Wallabies, che gli inglesi vinsero all'ultimo minuto dei tempi supplementari.
Nel luglio 2004 Balshaw si trasferì al Leeds Tykes, saltando l'inizio di stagione per un nuovo infortunio; alla fine dell'anno arrivò il debutto stagionale, con una vittoria contro il Worcester.
Poi giunse anche l'esordio continentale nell'European Challenge Cup e, con il ritorno della forma completa, anche il richiamo in Nazionale e, l'anno successivo, di nuovo quella dei British Lions, per il loro tour del 2005 in Nuova Zelanda, anche se non poté essere impiegato causa l'ennesimo infortunio.
Costellato di infortuni fu anche il periodo tra il 2006 e il 2007, nel quale Balshaw, dopo una serie di prove positive con la Nazionale, perse la chance di essere convocato da Brian Ashton, nel frattempo divenuto il nuovo C.T., per la Coppa del Mondo in Francia.
Dopo la retrocessione del Leeds, nell'aprile 2006 Balshaw si trasferì al Gloucester, infortunandosi nel primo match disputato con il nuovo club, contro i suoi ex-compagni di squadra del Bath.
Il C.T. della Nazionale inglese Brian Ashton, nel gennaio 2008, utilizzò Balshaw per il Sei Nazioni.
Nonostante gli infortuni e il suo mancato utilizzo nella Coppa del Mondo 2007, Ashton ha dichiarato di considerare Balshaw un elemento essenziale nella sua visione del rugby, e di averlo sempre apprezzato sin da quando lo aveva come allievo a Stonyhurst: nella competizione il giocatore disputò tutti e cinque gli incontri; tuttavia quello fu il suo ultimo impegno internazionale: il 15 marzo di quell'anno, infatti, chiuse la sua carriera con la maglia dell'Inghilterra.
Nell'estate del 2009, infine, si trasferì in Francia al Biarritz, realizzando il suo antico desiderio di militare nel club nel quale vide giocare Serge Blanco; con tale club giunse fino alla finale di Heineken Cup 2009-10.
Infortunatosi a un ginocchio durante il torneo 2012-13, spese tutta la stagione successiva nel tentativo di ritornare idoneo all'impiego in campo; falliti tutti i tentativi, l'11 luglio 2014 annunciò quindi il suo ritiro dall'attività.
A tale data solamente lui e il suo amico ed ex compagno di squadra Mike Tindall (delle cui nozze con Zara Phillips fu testimone) erano i reduci dell'Inghilterra vincitrice della Coppa del Mondo di rugby 2003 ancora in attività.
Tindall annunciò il suo ritiro quattro giorni più tardi.

## Palmarès
- Coppe del mondo: 1
Inghilterra: 2003
- Coppe Anglo-Gallesi: 1
Leeds: 2004-05
- Heineken Cup: 1
Bath: 1997-98